# Anchichoerops natalensis
Anchichoerops natalensis е вид лъчеперка от семейство Labridae, единствен представител на род Anchichoerops.

## Разпространение
Видът е разпространен в Южна Африка.